# Wakes Colne
Wakes Colne är en by och en civil parish i Colchester i Essex i England. Orten har 532 invånare (2001). Den har en kyrka.